# Ella Greenslade
Ella Greenslade (Christchurch, 8 de abril de 1997) é uma remadora neozelandesa, medalhista olímpica.

## Carreira
Formada pela St Margaret's College, Greenslade conquistou a medalha de prata nos Jogos Olímpicos de Verão de 2020 em Tóquio com a equipe da Nova Zelândia no oito com feminino, ao lado de Emma Dyke, Lucy Spoors, Kelsey Bevan, Grace Prendergast, Kerri Gowler, Beth Ross, Jackie Gowler e Caleb Shepherd, com o tempo de 6:00.04.